# あべなぎさ

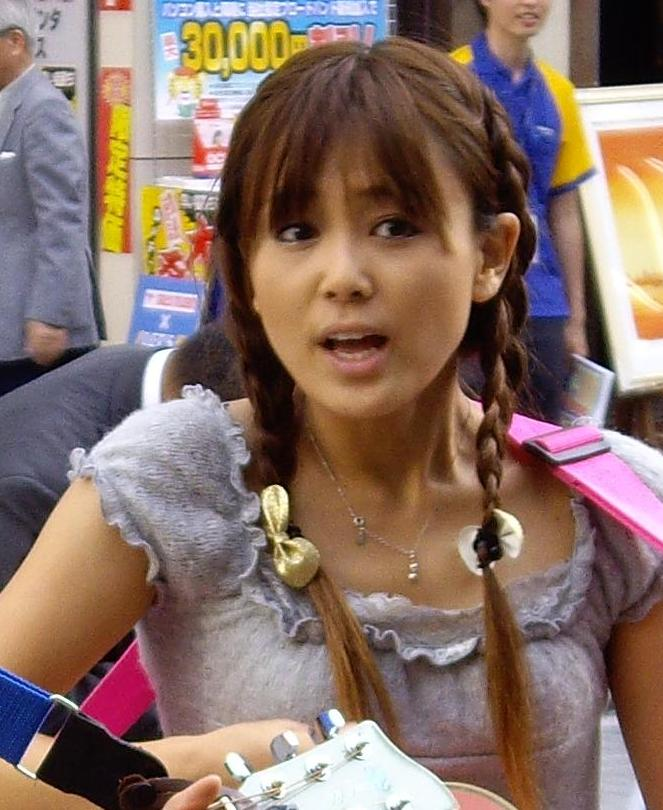
あべなぎさ

あべ なぎさ（本名：阿部 なぎさ（読み同じ）、1983年10月31日 - ）は、日本の女優・歌手。サンミュージックブレーン所属。血液型A型。北海道帯広市出身。

## 来歴
2002年北海道帯広三条高等学校を卒業。
中学から高校にかけて吹奏楽部にてトランペットを担当。高校生の頃に受けたミュージカルのオーディションをきっかけに上京し、劇団にてレッスンを受けながらミュージカルのバックダンサーを経験。テレビ番組のモデルやCMにも出演する。2003年に受けた映画『スウィングガールズ』のオーディションに合格し、これが映画初出演作となる。映画公開前後は、スウィングガールズとしてテレビ番組、各種イベント、書籍雑誌などへ多数出演した。
2006年より、音楽ユニット「あかなぎ」、ダンスユニット「Lily☆Honey」のメンバーとしても精力的に活動中。
2009年2月1日、それまで所属していたプライムレイからサンミュージックブレーンに移籍。これにより「あかなぎ」がサンミュージックブレーンに正式所属となった。
2012年3月、横浜で開催された国際フィッシングショーで「アングラーズアイドル2012」に選ばれ、釣りアイドルとしてテレビや雑誌などで活動する。釣り好きな父の影響で、本人自身も小さなころから釣りに行く機会が多く、「なぎさ」という名前も父につけられた。
出身が北海道のため、プロ野球は札幌ドームにホームグラウンドを移転したことをきっかけに巨人ファンから日ハムファンに鞍替えしたが、2009年の日本シリーズでは巨人を熱烈に応援していた。

## 出演

### 映画
- スウィングガールズ（2004年） - 下田玲子（トランペット）役で出演。共演者・スタッフの間では「なぎ」というニックネームで親しまれる。
- スプリング☆デイズ（2007年夏公開） - アイドルcheck!制作映画。芦田キョーコ役。 - 同時に岡田茜との音楽ユニット「あかなぎ」の曲が挿入歌として採用される。
- 7s（2015年）

### 舞台
- ミュージカル 小公子セディ
- ミュージカル アルプスの少女ハイジ
- ミュージカル 小公女セーラ

### バラエティ
- さんまのスーパーからくりTV（TBS） - 商品モデル
- 未来テレビほわほわ 穂臣☆世界（エンタ!371）
- GO!GO!九ちゃんフィッシング（東京MX）
- THE フィッシング（テレビ大阪）

### ラジオ
- Someone Produce（2005年2月2日、音声チャンネル Mobile 301 / モバHO!） - DJ
- ASIAN美少女FILE アイドルパーティー（2005年3月1日、有線放送 SOUND PLANET / CG28ch）

### インターネットドラマ
- 日本電気「Nを探せ」メイド川田神奈役。

### インターネットライブチャット
- Girls-on.TV（ガールズオンティービー）
- スターチャット.TV

### CM
- サークルK（2003年4月）
- オンラインゲーム「アミーゴ・アミーガ」TVCM（2007年3月）

### PV
- WARK ABOUT「もっと遠くへ」

## 作品

### DVD
- 映画『スウィングガールズ』
- ライブ『スウィングガールズ ファースト&ラスト コンサート』
- 日産自動車「NISSAN MOTORSPORTS キャンペーン2006」オリジナルDVD内ドラマ「TRUE・STORY」に出演。お気楽OL役。

### CD
- SWING GIRLS オリジナルサウンドトラック
- SWING GIRLS LIVE!!

## 書籍

### 雑誌
- 車情報誌 CAR and DRIVER（2007年2月10日号）

### 広告
- 早慶外語ゼミパンフレット

## ユニット

### 音楽ユニット
2006年2月よりアイドルcheck!の企画にてサンミュージックブレーン所属の岡田茜と音楽ユニット『あかなぎ』を結成。2007年2月24日、本人達自ら作詞・作曲を手掛けた2曲入りデビューシングルをリリース。個人の活動と並行して、ワンマン、対バン、路上と精力的なライブ活動を展開中。結成当初はプロダクションの壁を越えたユニットとしてスタートしたが、2009年2月1日よりサンミュージックに正式所属となった。

### ダンスユニット
2006年10月よりインターネットテレビ「あっ!とおどろく放送局」の番組「ときめきGirlsSide!」にて共演中の若尾桂子、野上梨佳と共にガールズ・ダンスユニット「Lily☆Honey」を結成。クラブ出演の他に、格闘技イベント「Battle Mix Tokyo G-SHOOT」の初代イメージガールとしても活動中。